# Charminus ambiguus
Espèce
Synonymes
- Cispius ambiguus Lessert, 1925

Charminus ambiguus est une espèce d'araignées aranéomorphes de la famille des Pisauridae.

## Distribution
Cette espèce se rencontre en Afrique australe et en Afrique de l'Est.

## Description
Le mâle mesure 9,5 mm et les femelles de 8 à 10 mm.

## Liste des sous-espèces
Selon World Spider Catalog (version 19.5, 10/11/2018) :
- Charminus ambiguus ambiguus (Lessert, 1925)
- Charminus ambiguus concolor (Caporiacco, 1947)

## Publications originales
- Lessert, 1925 : Araignées du sud de l'Afrique (suite). Revue Suisse de Zoologie, vol. 32, p. 323-365 (texte intégral).
- Caporiacco, 1947 : Arachnida Africae Orientalis, a dominibus Kittenberger, Kovács et Bornemisza lecta, in Museo Nationali Hungarico servata. Annales historico-naturales musei nationalis hungarici, vol. 40, p. 97-257.